# Maysa Jbarah
Maysa Jbarah (20 de septiembre de 1989) es una futbolista de Jordania que juega como delantera. Ha sido internacional con la selección femenina de fútbol de Jordania.
Anotó el primer gol de Jordania en unos Juegos Asiáticos, al marcar en los Juegos Asiáticos de 2010, en un partido en el que su selección perdió 1-10 frente a China. También anotó el primer gol jordano en la Copa Asiática femenina de la AFC de 2014 en la derrota de Jordania contra la selección femenina de fútbol de Vietnam por 1-3.